# Benidorm Club de Fútbol
Il Benidorm Club de Fútbol è una società calcistica con sede a Benidorm, nella Comunità Valenzana, in Spagna.
Gioca nella Segunda División B, la terza serie del campionato spagnolo.

## Tornei nazionali
- 1ª División: 13 stagioni
- 2ª División: 0 stagioni
- 2ª División B: 17 stagioni
- 3ª División: 14 stagioni

## Stagioni
| Stagione    | Categoria | Posizione |  |
| ----------- | --------- | --------- |  |
| 1964/65     | Regionali | —         |  |
| 1965/66     | Regionali | —         |  |
| 1966/67     | 3ª        | 5°        |  |
| 1967/68     | 3ª        | 7°        |  |
| 1968/69     | 3ª        | 9°        |  |
| 1969/70     | 3ª        | 17°       |  |
| dal 1970-71 | Regionali | —         |  |
| al 1981-82  | Regionali | —         |  |
| 1982/83     | 3ª        | 6°        |  |
| 1983/84     | 3ª        | 15°       |  |
| 1984/85     | 3ª        | 4°        |  |

| Stagione | Categoria | Posizione |  |
| -------- | --------- | --------- |  |
| 1985/86  | 3ª        | 9°        |  |
| 1986/87  | 3ª        | 4°        |  |
| 1987/88  | 2ªB       | 18°       |  |
| 1988/89  | 3ª        | 1°        |  |
| 1989/90  | 2ªB       | 5°        |  |
| 1990/91  | 2ªB       | 10°       |  |
| 1991/92  | 2ªB       | 13°       |  |
| 1992/93  | 2ªB       | 8°        |  |
| 1993/94  | 2ªB       | 8°        |  |
| 1994/95  | 2ªB       | 14°       |  |
| 1995/96  | 2ªB       | 16°       |  |

| Stagione | Categoria | Posizione |  |
| -------- | --------- | --------- |  |
| 1996/97  | 2ªB       | 18°       |  |
| 1997/98  | 3ª        | 2°        |  |
| 1998/99  | 2ªB       | 18°       |  |
| 1999/00  | 3ª        | 3°        |  |
| 2000/01  | 2ªB       | 14°       |  |
| 2001/02  | 2ªB       | 17°       |  |
| 2002/03  | 3ª        | 1°        |  |
| 2003/04  | 3ª        | 1°        |  |
| 2004/05  | 2ªB       | 12°       |  |
| 2005/06  | 2ªB       | 7°        |  |
| 2006/07  | 2ªB       | 9°        |  |
| 2007/08  | 2ªB       | 4°        |  |
| 2008/09  | 2ªB       | 14°       |  |
| 2009/10  | 2ªB       | —         |  |

## Palmarès

### Competizioni nazionali
- Tercera División: 3

1998-1999, 2002-2003, 2003-2004

### Altri piazzamenti
- Copa Federación de España:

Finalista: 2004-2005